# 羅薩里奧鎮 (卡皮拉區)
羅薩里奧鎮（西班牙語：Villa Rosario），是巴拿馬的城鎮，位於該國中東部，由西巴拿馬省的卡皮拉區負責管轄，面積26平方公里，海拔高度106米，2010年人口4,496，人口密度每平方公里172.9人。